# Tenhola
Tenhola, (suédois : Tenala), est un village et une  ancienne municipalité de l'Uusimaa en Finlande.

## Histoire
Le 1er janvier 1993 Tenhola a rejoint Tammisaari et en 2009 Tammisaari a rejoint Raseborg, le territoire de l'ancienne municipalité de Tenhola appartient donc désormais à Raseborg.
Au 1er janvier 1992, la superficie de la commune rurale de Tenhola était de 196,5 km2 et au 31 décembre 1992 elle comptait 1 424 habitants.
Les municipalités voisines de la commune rurale de Tenhola étaient Hanko, Kisko, Perniö, Pohja, Särkisalo et Tammisaari.